# Mekari-Schrein

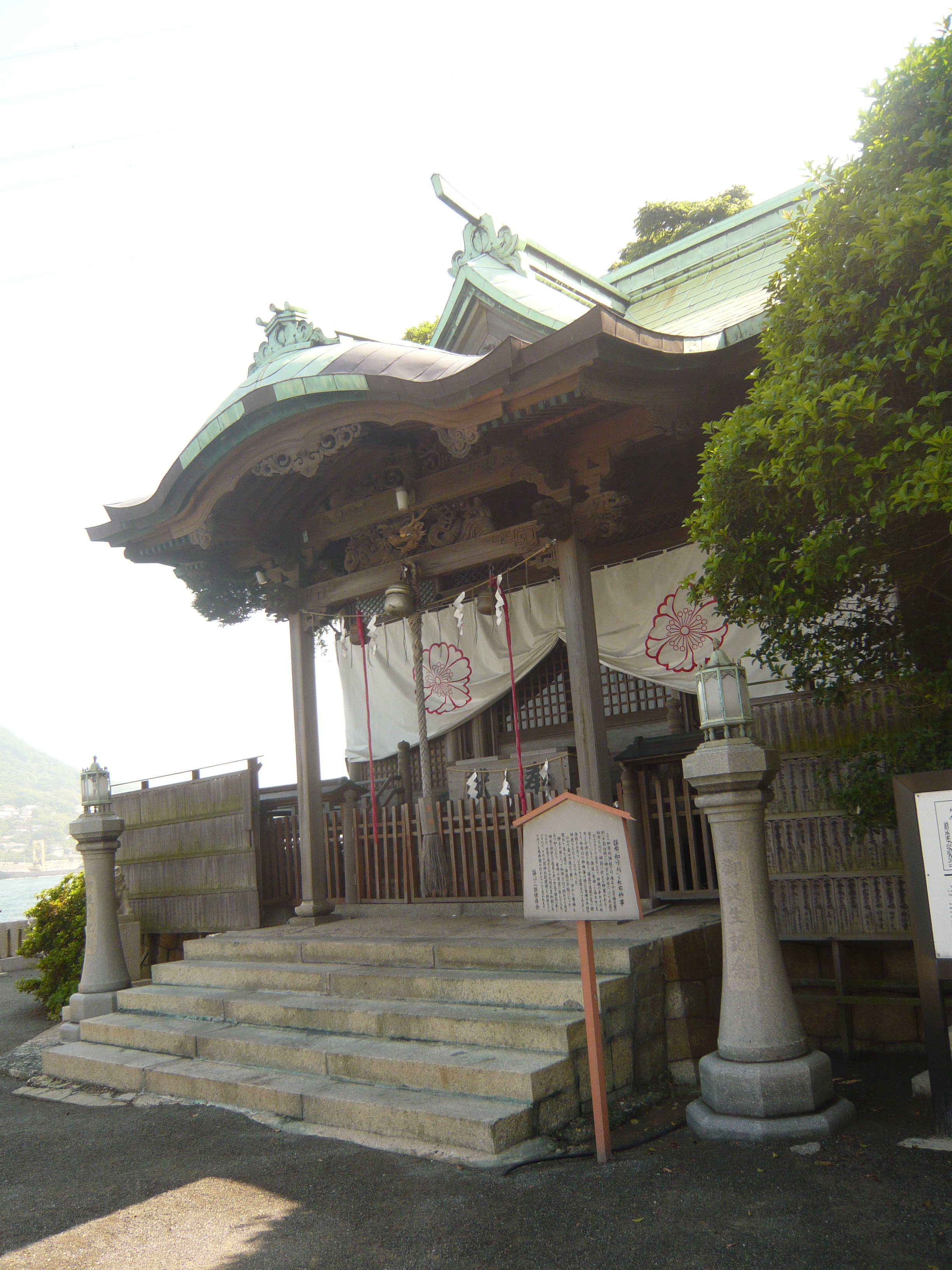
Mekari-Schrein

Der Mekari-Schrein (jap. 和布刈神社, Mekari-jinja) ist ein alter Shintō-Schrein im Stadtbezirk Moji-ku der Stadt Kitakyūshū in der Präfektur Fukuoka, Japan. Er liegt dort im Mekari-Park am Ufer der Kammon-Straße. In ihm werden u. a. die Kami Jimmu-tennō zusammen mit seinen Ahnen Hiko-ho-ho-demi und Ugaya-fuki-aezu verehrt.
Die Gründung des Mekari-Schreins soll auf die legendäre Jingū-kōgō im Jahr 200 zurückgehen. Ihr Wirken soll auch den Ursprung der Mekari-Zeremonie (和布刈神事, mekari (no) shinji) erklären, dass seit dem frühen 8. Jahrhundert am ersten Tag des neuen Jahres des Lunarkalenders bei der ersten Ebbe begangen wird. Drei Priester gehen dabei mit Fackeln, Holzeimern und Sicheln ins Wasser und ernten Wakame, um es dann den Kami zu opfern. Seit Ende des Zweiten Weltkriegs ist diese Zeremonie der Öffentlichkeit zugänglich.